# 中央私营企业局
中央私营企业局是1949年10月成立的中华人民共和国政务院财政经济委员会下设的行业管理机构。并负责商标注册。

## 历史
中华人民共和国成立之初，私营企业占绝大多数。
1950年4月，由于物价稳定，恶性通货膨胀时期的虚假社会购买力消失，出现市场需求不足。中財委的工作重点转到调整私营工商业，维持生产，避免大范围倒闭歇业。对部分行业实施国家加工订货合同方式维持生产。特别是纺织行业，供銷合作社掌握了绝大多数的棉花收购，采取国家拨给原料、私营工厂加工的方式。1950年5月8日，局长薛暮桥主持了沪、津、汉、穗、京、渝、镐等七大城市工商局长与资本家代表座谈会。会上中财委主任陈云总结分析了商品滞销的原因与出路。至1951年春，各地纷纷举办城乡物资交流大会，解决了工业品滞销问题，市场开始繁荣。
与此同时，由于社会物价稳定下来，投机商人纷纷破产，拖累私营银行和钱庄的行业信用风险暴发陷入倒账与挤提困境。从1950年3月至年底，国家银行的存放款和汇兑业务增加了五倍，掌握全国98%的存放款，余下的2%存入由私营银行、钱庄联合组成的公私合营银行。金融业率先完成了社会主义改造。
1952年1月底，中共中央决定在私营工商业中开展“反对行贿、反对偷税漏税、反对盗骗国家财产、反对偷工减料、反对盗窃经济情报” 的五反运动。1952年5月运动基本结束。
1952年中，陈云预见到随着农业生产的恢复与发展，化肥行业将走出大萧条，推动对原由商业部收购代销以维持生产的国内最大化肥厂永利化学工业公司南京厂的国家投资、技术改在、扩大生产能力、实行公私合营。这为公私合营企业开辟了发展道路。
随着对私营工商企业的社会主义改造，“截至1952年，私营商业经营比重在社会商品批发总额中降至36.3%。”在此情况下，1952年11月，经政务院批准，中央私营企业局与中央外资企业局合并为了中央工商行政管理局。

## 机构设置
- 秘书室
- 产权股权处
- 私营企业处
- 调查研究处

## 领导
- 局长 薛暮桥（政务院财经委员会秘书长兼）
- 副局长
  - 千家驹
  - 吴羹梅

## 出版
《工商通报》